# Timofei Ossípovski
Timofei Ossípovski (rus: Тимофей Фёдорович Осиповский)  (Osipovo, 2 de febrer de 1765 - Moscou, 24 de juny de 1832), Timofei Fiódorovitx Ossípovski, transliterat sovint com a Osipovsky), fou un matemàtic rus conegut pels seus llibres de text.

## Vida
Ossipovski era fill del sacerdot del poble d'Ossípovo (província de Vladimir, uns 80 km a l'est de Vladímir, 280 km a l'est de Moscou). Va estudiar al seminari de Vladímir i gràcies a les seves brillants notes va poder seguir estudis a l'Institut Pedagògic de Sant Petersburg (actualment universitat Herzen) en el qual es va graduar el 1786.
Els anys posteriors a la graduació va ser professor de secundària a Moscou. De 1800 a 1803 va ser professor de l'Institut Pedagògic de Sant Petersburg. El 1805 va ser nomenat un dels primers onze professors de la recentment creada universitat de Khàrkiv (avui Ucraïna). En aquesta ciutat es va casar amb una jove ucraïnesa, però el matrimoni va ser un desastre perquè a la seva jove dona li avorria i la vida acadèmica i, en un atac de fúria, li va cremar un tractat en el que havia estat treballant moltes tardes.
Va ser nomenat rector de la universitat el 1813, però només va mantenir el càrrec mantenir fins al 1820, en què fou despatxat per motius religiosos: era excessivament materialista. En aquesta universitat va tenir el seu alumne més brillant, Ostrogradski, a qui se li va negar el títol de doctor per haver estat examinat per Ossipovski i no haver volgut repetir l'examen.
Poc després de ser despatxat, se'n va anar a viure a Moscou, on va continuar les seves recerques matemàtiques fins que va morir el 1832.

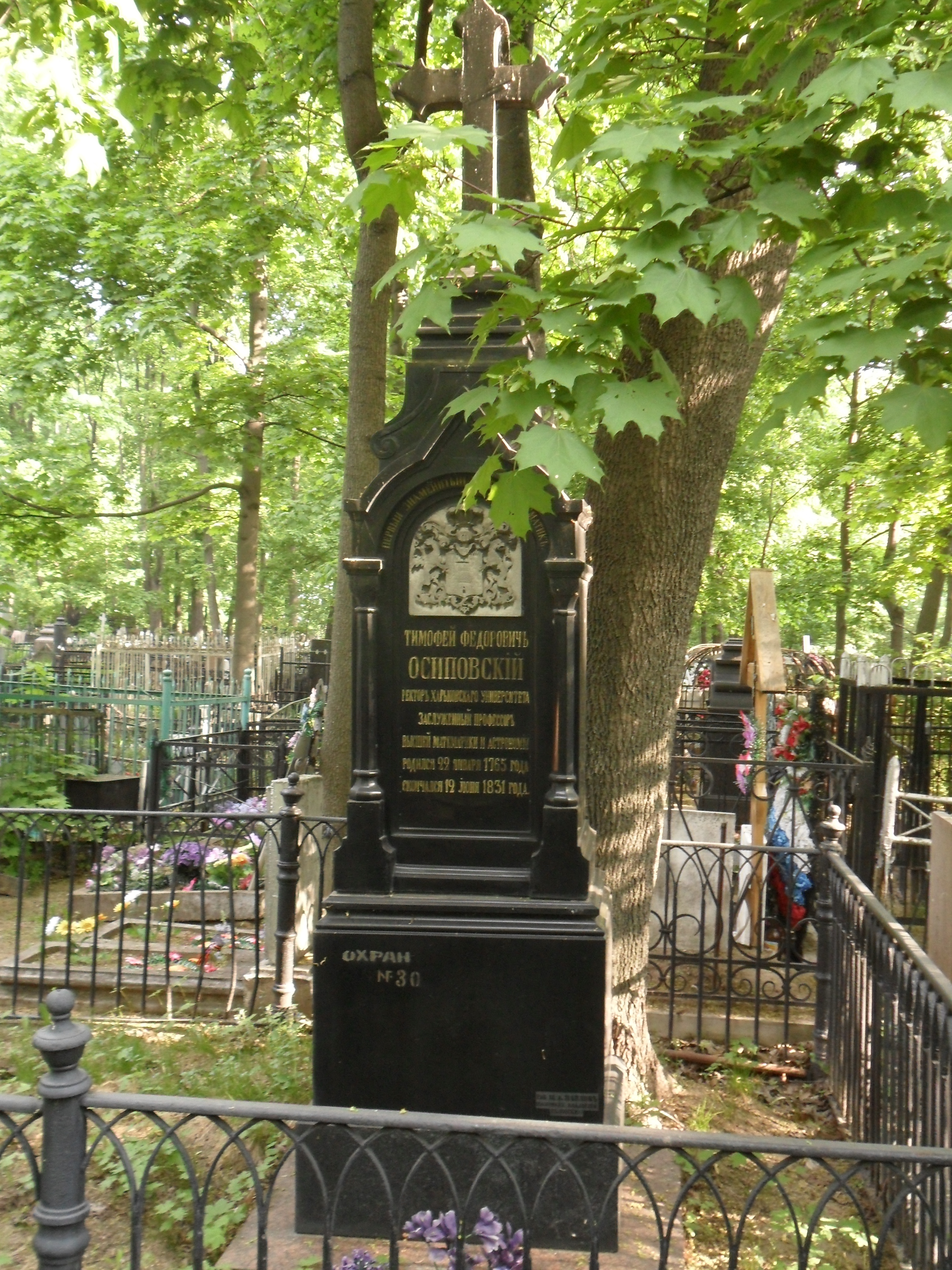
Tomba d'Ossípovski al cementiri de Vagankovo

## Obra
L'obra per la qual és conegut Ossípovski és el seu Курса математики (Curs de Matemàtiques) (1805) que va ser recomanat com a llibre de text de l'ensenyament secundari i va ser reimprès en nombroses ocasions en els anys següents. El primer volum contenia aritmètica i àlgebra, i el segon geometria plana i esfèrica i una introducció a la geometria curvilínia; tot presentat amb gran simplicitat i elegància.
Ossípovski també es va preocupar de temes més filosòfics, oposant-se a les concepcions kantianes de l'espai i el temps, en els seus Discursos públics sobre l'espai i el temps de 1807.
També va ser remarcable la seva labor de traductor, havent publicat les traduccions de la Mécanique Céleste de Laplace i la Lògica de Condillac.